# Paray-sous-Briailles
Pour les articles homonymes, voir Paray.
Paray-sous-Briailles est une commune française, située dans le département de l'Allier en région Auvergne-Rhône-Alpes.

## Géographie

### Localisation
La commune est située à 6 km à l'est-sud-est de Saint-Pourçain-sur-Sioule, à 30,9 km au sud de la préfecture Moulins et à 18,3 km au nord-nord-ouest de Vichy.
Cinq communes sont limitrophes :
|                           |                      | Varennes-sur-Allier |
| Saint-Pourçain-sur-Sioule | Paray-sous-Briailles |                     |
| Loriges                   | Marcenat             | Créchy              |

### Géologie et relief
La plaine dans laquelle se trouve la commune de Paray est dominée à l'ouest par la colline de Briailles qui la sépare de Saint-Pourçain-sur-Sioule.

### Hydrographie
La commune de Paray-sous-Briailles est située dans la plaine alluviale de l'Allier, sur la rive gauche de la rivière, en face de Varennes-sur-Allier. Le cours de la rivière ayant fluctué, certaines terres de Paray se trouvent sur la rive droite, tandis que les communes de Varennes et de Créchy débordent à certains endroits sur la rive gauche. L'Andelot traverse la commune, passe immédiatement à l'ouest du bourg et se jette dans l'Allier à un kilomètre en amont du village de Villemouze et du pont de Chazeuil.

### Climat
Pour des articles plus généraux, voir Climat d'Auvergne-Rhône-Alpes et Climat de l'Allier.
En 2010, le climat de la commune est de type climat océanique dégradé des plaines du Centre et du Nord, selon une étude du CNRS s'appuyant sur une série de données couvrant la période 1971-2000. En 2020, Météo-France publie une typologie des climats de la France métropolitaine dans laquelle la commune est dans une zone de transition entre le climat océanique altéré et le climat de montagne ou de marges de montagne et est dans la région climatique Centre et contreforts nord du Massif Central, caractérisée par un air sec en été et un bon ensoleillement.
Pour la période 1971-2000, la température annuelle moyenne est de 11,1 °C, avec une amplitude thermique annuelle de 16,2 °C. Le cumul annuel moyen de précipitations est de 753 mm, avec 10,5 jours de précipitations en janvier et 7,2 jours en juillet. Pour la période 1991-2020, la température moyenne annuelle observée sur la station météorologique installée sur la commune est de 11,7 °C et le cumul annuel moyen de précipitations est de 744,7 mm,. Pour l'avenir, les paramètres climatiques de la commune estimés pour 2050 selon différents scénarios d'émission de gaz à effet de serre sont consultables sur un site dédié publié par Météo-France en novembre 2022.
| Mois                                  | jan.           | fév.            | mars           | avril         | mai             | juin            | jui.            | août           | sep.            | oct.           | nov.           | déc.           | année     |
| ------------------------------------- | -------------- | --------------- | -------------- | ------------- | --------------- | --------------- | --------------- | -------------- | --------------- | -------------- | -------------- | -------------- | --------- |
| Température minimale moyenne (°C)     | 0,3            | −0,1            | 1,8            | 4,1           | 8,1             | 11,6            | 13,2            | 12,9           | 9,3             | 7              | 3,3            | 1              | 6         |
| Température moyenne (°C)              | 3,9            | 4,6             | 7,8            | 10,6          | 14,6            | 18,3            | 20,3            | 20,1           | 16,1            | 12,4           | 7,5            | 4,5            | 11,7      |
| Température maximale moyenne (°C)     | 7,6            | 9,2             | 13,8           | 17,2          | 21,1            | 25              | 27,4            | 27,4           | 22,8            | 17,8           | 11,7           | 8              | 17,4      |
| Record de froid (°C) date du record   | −27 23.01.1963 | −25 05.02.1963  | −13,1 01.03.05 | −8 04.04.1973 | −4,9 01.05.1976 | −0,5 04.06.1962 | 2 12.07.1990    | 0,9 29.08.1959 | −2,6 19.09.1977 | −10 30.10.1997 | −11 23.11.1993 | −17 21.12.1963 | −27 1963  |
| Record de chaleur (°C) date du record | 19 10.01.1991  | 24,5 27.02.1960 | 26,3 13.03.02  | 30,3 30.04.05 | 34,1 27.05.05   | 40,3 27.06.19   | 42,4 31.07.1983 | 40,8 12.08.03  | 36,2 03.09.1962 | 31,5 02.10.23  | 25,5 08.11.15  | 21 16.12.1989  | 42,4 1983 |
| Précipitations (mm)                   | 50,5           | 37,3            | 45,6           | 60,1          | 80,1            | 68,3            | 72,3            | 73,7           | 66,6            | 65,4           | 70,9           | 53,9           | 744,7     |

## Urbanisme

### Typologie
Au 1er janvier 2024, Paray-sous-Briailles est catégorisée commune rurale à habitat dispersé, selon la nouvelle grille communale de densité à 7 niveaux définie par l'Insee en 2022.
Elle est située hors unité urbaine. Par ailleurs la commune fait partie de l'aire d'attraction de Saint-Pourçain-sur-Sioule, dont elle est une commune de la couronne,. Cette aire, qui regroupe 14 communes, est catégorisée dans les aires de moins de 50 000 habitants,.

### Occupation des sols

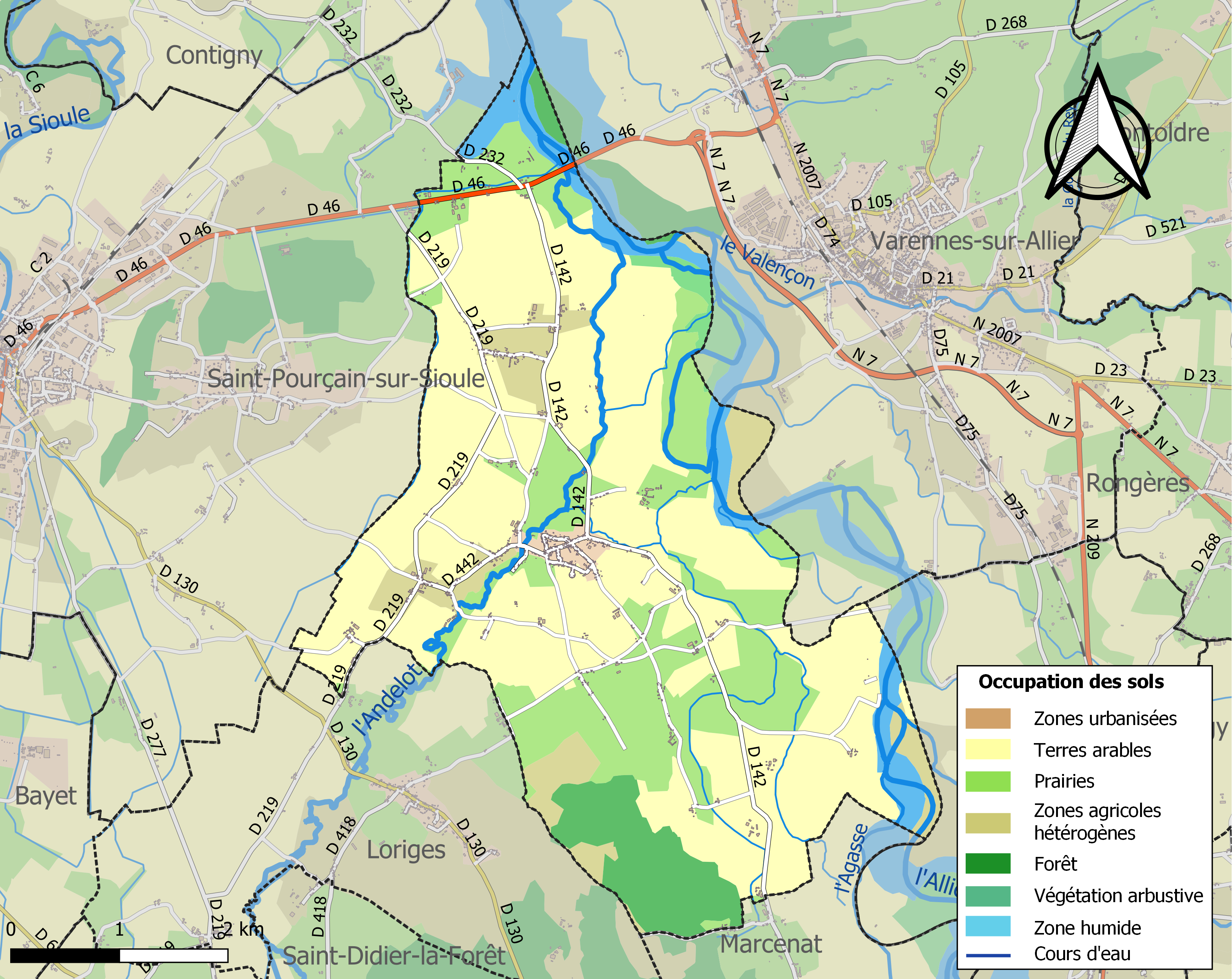
Carte des infrastructures et de l'occupation des sols de la commune en 2018 (CLC).

L'occupation des sols de la commune, telle qu'elle ressort de la base de données européenne d’occupation biophysique des sols Corine Land Cover (CLC), est marquée par l'importance des territoires agricoles (86,4 % en 2018), une proportion sensiblement équivalente à celle de 1990 (85,7 %). La répartition détaillée en 2018 est la suivante : terres arables (54,7 %), prairies (24 %), zones agricoles hétérogènes (7,7 %), forêts (6,3 %), eaux continentales (5,3 %), zones urbanisées (1,1 %), milieux à végétation arbustive et/ou herbacée (0,8 %).
L'IGN met par ailleurs à disposition un outil en ligne permettant de comparer l’évolution dans le temps de l’occupation des sols de la commune (ou de territoires à des échelles différentes). Plusieurs époques sont accessibles sous forme de cartes ou photos aériennes : la carte de Cassini (XVIIIe siècle), la carte d'état-major (1820-1866) et la période actuelle (1950 à aujourd'hui).

### Voies de communication et transports
Le territoire communal est traversé par la route départementale 142, reliant la RD 46 (ancienne route nationale 146) au nord à Marcenat et à Saint-Rémy-en-Rollat, ainsi que par les RD 219 et 442 en direction de Loriges.

## Toponymie
Paray est un toponyme qui vient du mot de langue d'oïl Pareit qui désigne une clôture ou un mur. Dans le cadre de cette commune, Ernest Nègre montre que le mot d'oïl Pareit désignait des ruines anciennes présentes sur place.
Paray-sous-Briailles fait, en effet, partie de l'aire linguistique du bourbonnais d'oïl.

## Histoire
Avant 1789, la commune faisait partie de l'ancienne province du Bourbonnais issu de la seigneurie de Bourbon médiévale.

## Politique et administration

### Découpage territorial
Par arrêté préfectoral du 2 janvier 2024, la commune est retirée le 1er janvier 2024 de l'arrondissement de Moulins et rattachée à l'arrondissement de Vichy.

### Liste des maires
| Période                                  | Période                      | Identité             | Étiquette | Qualité     |
| ---------------------------------------- | ---------------------------- | -------------------- | --------- | ----------- |
| Les données manquantes sont à compléter. |                              |                      |           |             |
| avant 1879                               | après 1879                   | Jean Baptiste Larzat |           |             |
| avant 1906                               | après 1906                   | Julien Chambon       |           |             |
| avant 1988                               | ?                            | Jean Gabriel         |           |             |
| 1997                                     | janvier 2001                 | Jacky Besson         |           |             |
| mars 2001                                | En cours (au 8 juillet 2020) | Gilles Journet       |           | Agriculteur |

## Équipements et services publics

### Enseignement
Paray-sous-Briailles dépend de l'académie de Clermont-Ferrand. Elle gère une école primaire publique, où 39 élèves sont scolarisés pour l'année scolaire 2015-2016.
Hors dérogations à la carte scolaire, les collégiens, tout comme les lycéens, poursuivent leur scolarité à Saint-Pourçain-sur-Sioule.

## Population et société

### Démographie
Les habitants de la commune sont appelés les Parodiens et les Parodiennes.
L'évolution du nombre d'habitants est connue à travers les recensements de la population effectués dans la commune depuis 1793. Pour les communes de moins de 10 000 habitants, une enquête de recensement portant sur toute la population est réalisée tous les cinq ans, les populations de référence des années intermédiaires étant quant à elles estimées par interpolation ou extrapolation. Pour la commune, le premier recensement exhaustif entrant dans le cadre du nouveau dispositif a été réalisé en 2005.

En 2022, la commune comptait 615 habitants, en évolution de −3,15 % par rapport à 2016 (Allier : −1,38 %, France hors Mayotte : +2,11 %).
| 1793 | 1800 | 1806 | 1821 | 1831 | 1836 | 1841 | 1846 | 1851 |
| ---- | ---- | ---- | ---- | ---- | ---- | ---- | ---- | ---- |
| 688  | 400  | 777  | 735  | 692  | 827  | 871  | 923  | 931  |

| 1856  | 1861 | 1866 | 1872 | 1876 | 1881 | 1886 | 1891 | 1896 |
| ----- | ---- | ---- | ---- | ---- | ---- | ---- | ---- | ---- |
| 1 008 | 937  | 934  | 950  | 922  | 940  | 933  | 896  | 891  |

| 1901 | 1906 | 1911 | 1921 | 1926 | 1931 | 1936 | 1946 | 1954 |
| ---- | ---- | ---- | ---- | ---- | ---- | ---- | ---- | ---- |
| 889  | 891  | 841  | 726  | 741  | 696  | 686  | 637  | 643  |

| 1962 | 1968 | 1975 | 1982 | 1990 | 1999 | 2005 | 2006 | 2010 |
| ---- | ---- | ---- | ---- | ---- | ---- | ---- | ---- | ---- |
| 616  | 570  | 513  | 529  | 495  | 538  | 600  | 608  | 641  |

| 2015 | 2020 | 2022 | - | - | - | - | - | - |
| ---- | ---- | ---- | - | - | - | - | - | - |
| 634  | 618  | 615  | - | - | - | - | - | - |

## Culture locale et patrimoine

### Lieux et monuments
- Château de Cordeboeuf. Situé à un kilomètre au nord-est du bourg, construit au XVe siècle, il est constitué d'un imposant corps de logis à trois niveaux, flanqué de quatre tours rondes[28].
- Église Saint-Maurice de Paray-sous-Briailles.

### Personnalités liées à la commune
- Merlin de Cordebeuf, écuyer du roi Charles VII et écrivain. Il porte le nom du fief de Cordebeuf (ou Cordeboeuf), qui se trouvait sur la paroisse de Paray.

### Héraldique
|  | Les armes de la commune se blasonnent ainsi : Écartelé au 1er de gueules au lion d’or, au 2e d’azur à l’ancre et sa gumène d’or, au 3e d’azur à l’épi de blé d’or, au 4e de gueules au château d’or surmonté d’un croissant du même. |